# Tirosinemia

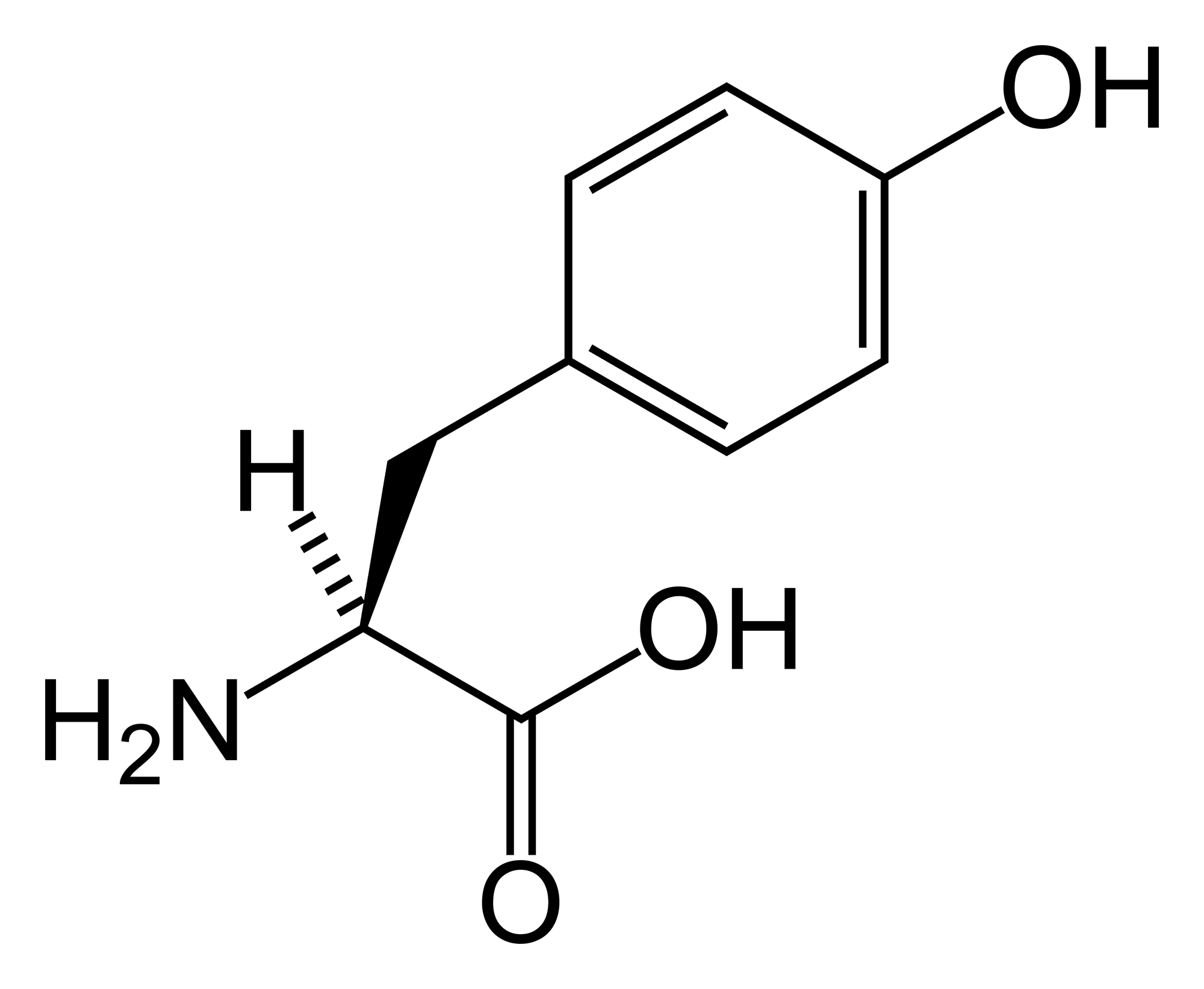
Tirosinemia

Tirosinemia ou tirosinose é um erro inato do metabolismo, geralmente de nascença, que resulta da deficiência da enzima oxidase do ácido p-hidroxifenilpiruvato, que converte este ácido homogentísico, acarretando o acúmulo de tirosina no organismo. 
Essa doença é geneticamente heterogênea, existindo pelo menos três tipos determinados por genes localizados nos cromossomos 15q(tipo I), 16(tipo II) e 12q(tipo III).
Sua frequência varia entre 1/100.000 a 1/600.000, exceto em um isolado de Quebec (Canadá), onde ela atinge 1/13.000.  

## Sintomas
Suas características incluem vômitos, diarreias, hepatoesplenomegalia, insuficiência hepática e renal cirrose, raquitismo, catarata, retardamento no desenvolvimento e mental em graus variados. 
Mas quando diagnosticada e tratada logo ao nascer a criança pode se desenvolver normalmente.
A dieta devera ser rigorosa, sem a ingestão de nenhum tipo de proteína animal, acompanhamento medico frequente e tratamento adequando. 
Há alguns anos os óbitos eram frequentes porque não se tinha ainda tratamento. Mas já existe tratamento e há vários registros de crianças com desenvolvimento normal.
No hospital infantil de Bergamo na Itália existem casos de crianças que realizaram o transplante de fígado que pode ser uma alternativa.

## Tratamento
O tratamento varia dependendo do tipo de tirosinemia.  Uma dieta com baixo teor de proteínas pode ser necessária. Experiências recentes com o NTBC mostraram que o fármaco é muito eficaz.
É usado  produto da Support - XPT Analog(para crianças de 0-1ano) e XPT Maxamaid (para crianças acima de 1 ano).
XPT Analog - Fórmula metabólica para lactentes, isenta de fenilalanina e tirosina.Contém uma mistura balanceada de aminoácidos, carboidratos, gorduras, vitaminas, minerais e oligoelementos.
XPT Maxamaid - Fórmula metabólica para indivíduos acima de 1 ano, isenta de fenilalanina e tirosina.Contém uma mistura balanceada de aminoácidos, carboidratos, gorduras, vitaminas, minerais e oligoelementos.

Fisiopatologia dos distúrbios metabólicos da tirosina, resultando em níveis elevados de tirosina no sangue.